# Keep Them Confused
Keep Them Confused es el séptimo disco de la banda de punk rock americana No Use for a Name y por lo tanto el sexto con la gigante del punk Fat Wreck Chords. Cuenta con un videoclip "For Fiona".

## Listado de canciones
1. "Part Two" – 3:35
2. "There Will Be Revenge" – 2:42
3. "For Fiona" – 2:41
4. "Check for a Pulse" – 2:36
5. "Divine Let Down" – 1:41
6. "Black Box" – 2:50
7. "Bullets" – 2:27
8. "Failing is Easier (Part Three)" – 0:41
9. "Apparition" – 3:18
10. "It's Tragic" – 3:24
11. "Killing Time" – 2:58
12. "Slowly Fading Fast" – 3:10
13. "Overdue" – 3:14

## Formación
- Tony Sly - voces, guitarra
- Dave Nassie - guitarra
- Matt Riddle - bajo
- Rory Koff - batería